# Bhojpur (Nepal)
Bhojpur (Nepali भोजपुर Bhojpur) ist eine Stadt (Munizipalität) im Osten Nepals im gleichnamigen Distrikt.
In Bhojpur befindet sich die Distriktverwaltung.
Die Stadt entstand 2014 durch Zusammenlegung der Village Development Committees Bhaisipankha, Bhojpur, Bokhim und Taksar. 
Das Stadtgebiet umfasst 70,4 km².
Die höchste Erhebung in der Stadt liegt bei 1540 m ü. NHN.
Die Stadt besitzt einen Flugplatz, den Bhojpur Airport.

## Einwohner
Bei der Volkszählung 2011 hatten die VDCs, aus welchen die Stadt Bhojpur entstand, 16.102 Einwohner (davon 7522 männlich) in 4093 Haushalten.

## Persönlichkeiten
- Kumar-Dhakal Shyam (* 1981), Skirennläufer